# Ruisseau de Bissy
Le Ruisseau de Bissy, rivière de Saône-et-Loire, est un affluent de la rive gauche de la Bourbonne.

## Géographie
Naissant à Bissy-la-Mâconnaise, à la fontaine publique située au sud du bourg, à deux pas de ce qu'il reste de l'ancien château des seigneurs de Lugny, ce ruisseau qui coule du nord-ouest au sud-est traverse successivement le territoire des communes de Bissy-la-Mâconnaise et de Lugny, avant de se jeter dans la Bourbonne à l'entrée du bourg (non loin de la source des Eaux Bleues).
Selon la légende, la source de ce ruisseau, caractérisée par la pérennité des eaux quelle que soit la durée de la sécheresse estivale, jaillirait d'une excavation dénommée « La Gueule du Loup » à une période fixe sous la forme d'un geyser suffisamment puissant pour qu'un homme y passe à cheval.
Son cours alimentait autrefois deux lavoirs, l'un destiné aux habitants du bourg de Bissy (construit aux abords de la fontaine publique mentionnée ci-dessus), l'autre à l'entrée du bourg de Lugny (lavoir avec abreuvoir qui fut démoli vers 1990).

## Pêche
Le ruisseau de Bissy, domaine privé ouvert à la pêche, relève, pour la 1re catégorie, des Amis de la Bourbonne (Lugny), l'une des soixante-dix associations agréées pour la pêche et la protection du milieu aquatique (AAPPMA) regroupées au sein de la fédération de pêche de Saône-et-Loire.